# Footballcup
Footballcup (FBC) is een browserspel voor Nederlandse spelers. Het spel bestaat al enkele jaren in Duitsland, en de vernieuwde versie is in augustus 2007 in Nederland online gekomen. Sindsdien komen er elke dag tientallen nieuwe spelers bij.

## Hoe het werkt
De speler begint in de 4e klasse met een amateur team dat de speler zelf zal moeten trainen. Deze selectie van standaard 16 spelers (maximum is 25) moeten een opstelling en tactiek krijgen. Daarnaast zijn er natuurlijk werkzaamheden eromheen. Het clubmanagement, gebouwen, een co-trainer, advocaat, fysiotherapeut en de jeugdtrainer zorgt ervoor dat er nieuwe spelers bij komen.
Vanaf het 2e seizoen staat de transfermarkt open. Op de transfermarkt verkopen en kopen gebruikers, voetbal spelers aan elkaar.
Elke dag zijn er verschillende wedstrijden. Om 13:00 worden alle toernooiwedstrijden gespeeld. Vriendschappelijke wedstrijden zijn om 16:00 gepland en om 18:00 vindt de belangrijkste wedstrijd plaats, namelijk de dagelijkse competitiewedstrijd. Het is natuurlijk de bedoeling dat deze wedstrijden geld in het laatje brengen, want ook dat is een belangrijk aspect binnen het spel. Speciale toernooien (georganiseerd door Footballcup zelf) worden om 19:00 gespeeld.
Het doel is de absolute winnaar worden. Vanaf dat moment zullen er meerdere landen de eredivisie gevuld hebben (Duitsland, Engeland, Turkije, Oostenrijk en eventueel België) en zal er elke maand een Internationaal toernooi komen met de beste teams uit elk land.

## Premium
De registratie is gratis op Footballcup. Er zijn ook enkele extra opties die tegen een vergoeding verkrijgbaar zijn. Een privé toernooi, extra statistieken en informatie over blessures, gele kaarten en dergelijke zijn te verkrijgen voor 'Credits'. Echter is het spel zo gemaakt dat de speler deze niet nodig heeft om de top te bereiken.